# The Dead Next Door
The Dead Next Door ist ein US-amerikanischer Low-Budget-Horrorfilm des Regisseurs J. R. Bookwalter aus dem Jahr 1989. Bei dem mit etwa 75.000 US-Dollar budgetierten Amateur-Zombiefilm wirkte u. a. Sam Raimi als Executive Producer mit.

## Handlung
In der amerikanischen Stadt Akron im US-Bundesstaat Ohio bricht bei Experimenten des Wissenschaftlers Dr. Bow eine Seuche aus, die Tote wieder auferstehen lässt. Die lebenden Toten entwickeln kannibalistische Züge und verwandeln sich in sogenannte Zombies, Kreaturen mit einer schier unstillbaren Gier nach Menschenfleisch. Diese Monster fallen anschließend über die Lebenden her, infizieren sie, so dass die Gebissenen sich binnen kürzester Zeit selbst in Zombies verwandeln. Dies führt zu einem enormen Anstieg der Untotenpopulation, die sich so über die Vereinigten Staaten ausbreitet und schließlich ganze Landstriche entvölkert.
Fünf Jahre später sind diese Wesen eine wirkliche Bedrohung für die gesamte Menschheit, da es weder ein wirksames Gegenmittel noch verlässliche Waffensysteme für deren Bekämpfung gibt. Gut ausgebildete Spezialeinheiten, die „Zombie Squad“, führen einen aussichtslosen und verlustreichen Kampf um der Lage Herr zu werden und die wenigen Überlebenden zu beschützen. Sie arbeiten dabei eng mit einem Team aus Wissenschaftlern zusammen, die kurz vor der Fertigstellung eines Immunserums stehen. Allerdings benötigt der Forschungsleiter Dr. Moulsson das Originalserum Bows, um dessen genetische Struktur zu verändern. Daher reist eine kleine Einheit der Schutztruppe mit Dr. Moulsson nebst Assistenten nach Akron, dem Ursprung der Zombieepidemie.
Dort finden sie wider Erwarten kaum Infizierte, obgleich sie von einer christlichen Sektengemeinschaft um Reverend Jones feindlich empfangen werden, die die Zombies gefangen hält und ihnen Menschenopfer darbietet. Die sonderbare Glaubensgemeinschaft, die im Übrigen den Tod von Dr. Bow verantwortete, schaffte es die Kreaturen teilweise zu domestizieren, um mit deren Hilfe die angestrebte Weltherrschaft zu erringen. Die Anwesenheit der Spezialeinheit löst daher unweigerlich Konflikte aus, die mit zunehmender Handlung eskalieren. Während Reverend Jones’ Leute die Zombie Squad-Einheit bekämpfen, gelingt es den anwesenden Wissenschaftlern im Eilverfahren ein Serum zu entwickeln, welches sie einem infizierten Mitglied der Schutztruppe injizieren. Entgegen ihrer These wird dieser jedoch nicht geheilt, sondern in einen Zombie verwandelt.
Am Ende des Films werden die vom todgeweihten Reverend im Keller gefangen gehaltenen Zombies freigelassen, blutige Kampfhandlungen schließen sich an. Fast alle Lebenden finden den Tod, lediglich der verletzte Raimi, ein Squad-Veteran, und die blonde Kuller können dem Schauplatz entkommen. Dr. Moulsson findet den Tod, es gelingt ihm aber noch die Formel telefonisch an einen Mitarbeiter zu übermitteln. Mit der Unfähigkeit des Angerufenen, des wissenschaftlichen Mitarbeiters im fernen Washington, endet die Ära der Menschheit. In einem düsteren Szenario übernehmen die Zombies die Weltherrschaft.

## Kritiken
Cavett Binion bezeichnete The Dead Next Door im All Movie Guide als den „wahrscheinlich teuersten Film, der je auf Super-8 gedreht wurde“. Doch obwohl der Film „im wesentlichen ein Heimvideo mit epischer Breite“ (epic-scale home movie) sei, ist er „sehr stylish“. Laut Binion bleibe The Dead Next Door der beste Versuch von Regisseur Bookwalter, mit zahllosen geistreichen Hommagen an die Filme von George Romero, die The Dead Next Door inspiriert haben.

## Fassungen
Der Film wurde im Jahr 2002 aufgrund von Gewaltdarstellung nach § 131 StGB beschlagnahmt. Im Mai 2020 wurde diese Beschlagnahmung vom AG Karlsruhe wieder aufgehoben. Im August desselben Jahres wurde auch die Indizierung des Films aufgehoben. Eine Neuprüfung der ungeschnittenen Fassung durch die FSK steht noch aus.